# Кобринське гетто
Кобринське гетто (серпень 1941 — 14 жовтня 1942) — єврейське гетто, місце примусового переселення євреїв у м. Кобринь Берестейської області Білорусі та прилеглі населені пункти в процесі переслідувань та знищення євреїв за часів окупація території Білорусі військами нацистської Німеччини під час Другої світової війни.

## Євреї у Кобрині до війни
Перша згадка про євреїв у Кобрині відноситься до XVI століття. За переписом 1897 року у всьому повіті було 25 349 євреїв, зокрема 6738 у Кобрині. Євреї становили 64,8 % населення міста. На початку 1920-х років у Кобрині жив 5431 єврей, що становило близько 66 % населення. Більшість євреїв Кобриня було зайнято у будівництві, ткацькому виробництві, торгівлі тощо.

## Окупація Кобрина
Із початком Другої світової війни в Кобринь кинулися біженці з окупованої німцями частини Польщі, а частина кобринської єврейської сіоністськи налаштованої молоді втекла до Вільна, щоб звідти емігрувати до Палестини. Єврейське населення міста сягало 8000 чоловік.
До вечора 23 червня 1941 німецькі війська захопили Кобринь, і окупація тривала 3 роки і 1 місяць — до 20 липня 1944.
Незабаром після окупації євреїв змусили організувати юденрат на чолі з колишнім купцем Ангеловичем та єврейську поліцію, озброєну гумовими кийками.

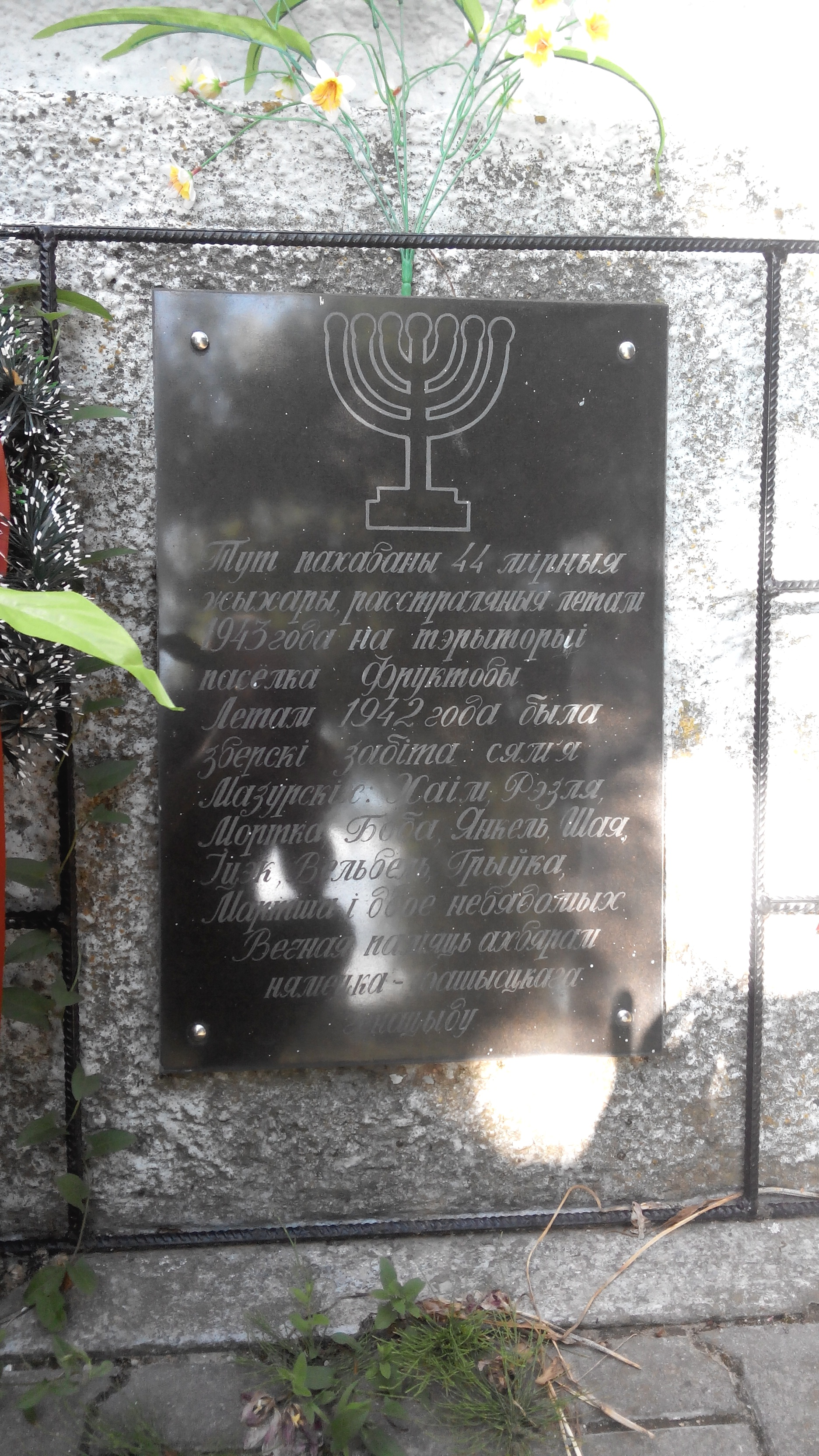
Напис на пам'ятнику вбитим євреям Кобрина

Євреї Кобриня отримали наказ носити на спині жовті смужки (пізніше жовті нашивки та смужки із зірками Давида), звані німцями «шандесфлек» («ганебна пляма»).
У липні 1941 біля приміського маєтку Патріки було розстріляно близько 200 євреїв, схоплених гестапівцями під час облав на кобринських вулицях. У серпні були схоплені та розстріляні біля села Іменін ще 180 хворих та непридатних до роботи євреїв.
У серпні (восени) 1941 німецька влада видала розпорядження про створення в місті двох гетто.

## Створення гетто
Гетто «A» розташовувалося у південній частині міста, його територія була обмежена із заходу лівим боком сучасної вулиці Суворова, з півдня та сходу — площею Свободи та правими боками вулиць Першотравневої та Кірова. Проміжки між фасадами будинків на кордоні гетто були загороджені суцільним парканом. У цьому гетто були розміщені працездатні євреї, фахівці та ті, хто зміг підкупити поліцаїв.
Усі інші євреї були переселені в гетто «B», яке обмежувалося західною частиною площі Свободи до мосту і правими боками вулиць Радянської та Спортивної. Це гетто не було навіть огороджено, оскільки у ньому були лише старі, жінки, діти і хворі.
На переселення в гетто людям дали мінімум часу, а в житло, що звільнялося євреями, тут же заселяли неєвреїв, виселених із території гетто.
У Кобринське гетто також було звезено євреїв із сусідніх містечок (наприклад, із Гайнівки та Біловежі). Гетто постачало робочу силу для трудових таборів у Ходос та Запруди.

## Умови в гетто
Увесь зв'язок євреїв із гетто з владою був можливий лише через юденрат.
В'язням під страхом смерті заборонялося ходити тротуарами, з'являтися без жовтої нашивки, спілкуватися з неєвреями.
Євреїв щодня виводили маршовим строєм під конвоєм поліцаїв на примусові роботи.

## Знищення гетто «B»
2 червня 1942 року в'язнів гетто «B» зібрали на площі Свободи, а голову юденрата змусили звернутися до них із заспокійливою промовою про відправку на роботу. Натовп приречених людей під конвоєм есесівців із собаками відвели на залізничну станцію та завантажили в товарні вагони, набивши по 200 осіб у кожен вагон.
Близько 1800 євреїв було вивезено і вбито на Бронній горі, а саме гетто «B» було ліквідоване. Багато хто помер дорогою, не витримавши спеки та нестачі повітря у вагонах.
Біля Бронної гори напередодні німці пригнали 300 місцевих селян і наказали їм викопати 8 ям завдовжки від 40 до 80 метрів, завширшки 6 метрів і завглибшки 4 метри. Цю ділянку обнесли колючим дротом. Приречених людей змушували перед ямами роздягнутися догола, спуститися сходами на дно і лягати рядами вниз обличчям. Потім їх розстрілювали, а наступним наказували лягати на вбитих зверху.

## Знищення гетто «А»
У жовтні 1942 року нацисти пригнали 160 чоловіків із села Хідри і змусили їх викопати розстрільні ями в Борисівському лісі на дорозі між Кобринєм і Дивіном, за 14 км від Кобриня (на південній околиці Кобриня на полях колгоспу «Новий шлях»). 14 жовтня 1942 року там було розстріляно 4000 жителів гетто «A».
Спустілі гетто декілька разів було ретельно обшукано катами. Зламувалися зачинені двері, перевірялися горища та підвали, залізними прутами протикали землю на ділянках у пошуках сховищ. Залишених у будинках безпорадних хворих та старих людей вбивали на місці.
Частину кобринських євреїв-фахівців (72 особи), які працювали в німецькому господарстві, улітку (до грудня) 1943 розстріляли на подвір'ї кобринської в'язниці.

## Опір
Під час ліквідації гетто частина в'язнів чинила озброєний опір, частина втекла в ліси та включилася до партизанської боротьби, а деякі були сховані місцевими жителями.
За активну допомогу євреям (у тому числі нелегальну видачу свідоцтв про хрещення) 15 жовтня 1942 р. були розстріляні двоє польських священиків: настоятель Іоанн Вольський (пол. Jan Wolski) та вікарій Владислав Грабельни (пол. Władysław Grobelny).

## Пам'ять
На околиці Кобриня, наприкінці вулиці Першотравнева, встановлено пам'ятник жертвам геноциду євреїв, убитим під час Голокосту.

## Додаткова література
- Смиловицкий Л. Л. Катастрофа євреїв у Білорусії, 1941—1944 . — Тель-Авів: Бібліотека Матвія Чорного, 2000. — 432 с. — ISBN 965-7094-24-0 .
- Іцхак Арад . Знищення євреїв СРСР у роки німецької окупації (1941—1944). Збірник документів та матеріалів, Єрусалим, видавництво Яд ва-Шем, 1991, ISBN 9653080105
- Черноглазова Р. А., Хеер Х. Трагедия евреев Белоруссии в 1941— 1944 гг.: сборник материалов и документов. — Изд. 2-е, испр. и доп. — Мн. : Э. С. Гальперин, 1997. — 398 с. — 1000 прим. — ISBN 985627902X.